# Resortní identifikátor právnické osoby
Resortní identifikátor právnické osoby (RED-IZO, REDIZO či RED_IZO) je identifikátor škol a školských zařízení v Česku, pod kterým je škola uvedena v rejstříku škol a školských zařízení podle § 144/1a školského zákona.
Je to devítimístné číslo, zpravidla začínající číslicí 6.
Další identifikátor škol je IZO. Zatímco RED-IZO je pro jednu školu (jednu právnickou osobu) přiděleno jedno, různé součásti větších škol mají vlastní IZO, např. pokud jsou pod jednou hlavičkou dohromady střední škola, střední odborné učiliště či vyšší odborná škola nebo další součásti školy (domov mládeže, školní jídelna, středisko volného času atp.).